# Futuna (Vanuatu)
Futuna – wyspa na Oceanie Spokojnym w archipelagu Nowych Hebrydów. Wchodzi w skład państwa Vanuatu, jego prowincji Tafea. Jest to najbardziej wysunięta na wschód wyspa tego państwa. Dla odróżnienia od wyspy Futuna, wchodzącej w skład terytorium zależnego Wallis i Futuna, nazywana jest Futuną Zachodnią.
Wyspę o powierzchni 11 km² zamieszkiwało w 2009 526 osób. Jest to ludność pochodzenia polinezyjskiego posługująca się językiem futuna-aniwa.
Na wyspie funkcjonuje port lotniczy Futuna, obsługiwany przez linie lotnicze Air Vanuatu.